# Resolutie 2300 Veiligheidsraad Verenigde Naties
Resolutie 2300 van de Veiligheidsraad van de Verenigde Naties werd op 26 juli 2016 met unanimiteit aangenomen door de VN-Veiligheidsraad, en verlengde het mandaat van de vredesmacht in Cyprus verder met een half jaar. De vredesmacht bestond in juni 2016 uit 861 militairen en 68 agenten. Ze voorkwam nieuw geweld tussen de Grieks- en Turks-Cyprioten, faciliteerde de onderhandelingen tussen beide bevolkingsgroepen en verleende assistentie aan de bevolking.

## Achtergrond
Nadat in 1964 geweld was uitgebroken tussen de Griekse en Turkse bevolkingsgroep op Cyprus stationeerden de VN de UNFICYP-vredesmacht op het eiland. Die macht wordt sindsdien om het half jaar verlengd. In 1974 bezette Turkije het noorden van Cyprus na een Griekse poging tot staatsgreep. In 1983 werd dat noordelijke deel met Turkse steun van Cyprus afgescheurd. Midden 1990 begon het toetredingsproces van (Grieks-)Cyprus tot de Europese Unie, maar de EU erkent de Turkse Republiek Noord-Cyprus niet. In 2008 werd overeengekomen om een federale overheid met één internationale identiteit op te richten, naast twee gelijkwaardige deelstaten.

## Inhoud
Zoals medio 2015 was afgesproken bleven de Grieks-Cypriotische leider Nikos Anastasiadis en de Turks-Cypriotische leider Mustafa Akıncı bleven geregeld samenkomen; gemiddeld twee keer per maand. Op 4 februari 2016 waren ze zelfs samen naar de Europese Commissie in Brussel gegaan om meer Europese technische ondersteuning te vragen, alwaar ze commissievoorzitter Jean-Claude Juncker hadden ontmoet. Op 15 mei 2016 hadden ze in een gezamenlijk bericht laten weten te zullen blijven werken aan het oplossen van een aantal gevoelige kwesties, en in 2016 nog een definitief akkoord te bereiken.
Ook waren de onderhandelingen opgevoerd. Die werden nu tot drie keer per week gevoerd en gingen over het delen van de macht, eigendom, economie en de principes en waarden van de Europese Unie die zouden worden opgenomen in het definitieve akkoord. Er was ook gesproken over de invoering van de euro en voor het eerst over de politiemacht van het toekomstige herenigde Cyprus.
De Cypriotische overheid was het ermee eens dat de VN-vredesmacht na 31 juli 2016 moest worden verdergezet. Aldus werd het mandaat van UNFICYP verlengd tot 31 januari 2017. De twee partijen werden wel gevraagd de overeengekomen vertrouwensmaatregelen, zoals interoperabiliteit van de mobiele netwerken, het verbinden van de elektriciteitsnetwerken en het openen van meer grensovergangen in de VN-Bufferzone, uit te voeren en ontmijners toe te laten op plaatsen in de bufferzone waar dit tegengehouden werd. Verder werden ze wederom gevraagd het aide-memoire van 1989 te aanvaarden, zodat de wapenstilstandsgrens niet langer betwist zou worden. De Turks-Cyprioten werden ook opnieuw gevraagd de status quo in het dorpje Strovilia van vóór 30 juni 2000 te herstellen.
Lijst ·  2260 ·  2261 ·  2262 ·  2263 ·  2264 ·  2265 ·  2266 ·  2267 ·  2268 ·  2269 ·  2270 ·  2271 ·  2272 ·  2273 ·  2274 ·  2275 ·  2276 ·  2277 ·  2278 ·  2279 ·  2280 ·  2281 ·  2282 ·  2283 ·  2284 ·  2285 ·  2286 ·  2287 ·  2288 ·  2289 ·  2290 ·  2291 ·  2292 ·  2293 ·  2294 ·  2295 ·  2296 ·  2297 ·  2298 ·  2299 ·  2300 ·  2301 ·  2302 ·  2303 ·  2304 ·  2305 ·  2306 ·  2307 ·  2308 ·  2309 ·  2310 ·  2311 ·  2312 ·  2313 ·  2314 ·  2315 ·  2316 ·  2317 ·  2318 ·  2319 ·  2320 ·  2321 ·  2322 ·  2323 ·  2324 ·  2325 ·  2326 ·  2327 ·  2328 ·  2329 ·  2330 ·  2331 ·  2332 ·  2333 ·  2334 ·  2335 ·  2336